# Монастир Гндеванк
Монастир Гндеванк ('''Ваядзор'''; X ст.) розташований в каньйоні річки Арпа, стіни якої складені з шестигранників базальту. Поряд з каньйоном річки Азат, над яким стоїть фортеця Гарні, каньйон Арпи — найгарніша «симфонія в камені» на території Вірменії. Дорога до монастиря йде по правому (орографічно) березі річки, по дну каньйону. Це так звана «стара джермукська дорога». Нею можна проїхати від монастиря до Джермука.
Головний храм Гндеванка — класична хрестокупольна споруда — був зведений в 936 році. Гавіт, прибудований до західної стіни церкви, — один з найдавніших подібного типу серед збережених до нашого часу.
Монастир оточений значною фортечною стіною, по периметру якої розташовані палати настоятеля, трапезна і різні господарські приміщення. На території монастиря багато цікавих хачкарів і надгробних плит X–XIII ст.

## Ресурси Інтернету
- Чудові фотки[недоступне посилання з вересня 2019]
- [Архівовано 4 березня 2016 у Wayback Machine.]